# Franciaország hadereje
Franciaország hadereje vagy a francia fegyveres erők háborús hadrendje magában foglalja az ország szárazföldi erőit (Armée de terre), a légierőt (Armée de l'air), a csendőrséget (Gendarmerie nationale) és a haditengerészetet (Marine nationale). Ezek a haderőnemek és az alárendeltségükbe tartozó katonai szervezetek egységesen a francia haderő vezérkari főnöke (Chef d'état-major des armées CEMA) irányítása alá tartoznak és a főparancsnoki tisztet a mindenkori francia köztársasági elnök tölti be.
A haderő létszáma 2007-ben 442 122 fő, mely tartalmazta a békehadrendben a belügyminiszter irányítása alá tartozó 102 269 fős hivatásos csendőrséget amihez jön 12 602 önkéntes is. A csendőrséghez tartozik még egy 5187 fős műszaki és adminisztratív személyzete. A csendőrségnek van egy 66 425 fős tartaléka. A csendőrséghez tartozik még egy 250 fős hegyimentő alakulat. A tengeri csendőrség létszáma 1157 fő. A csendőrség költségvetése 9,57 milliárd euró. Belügyminiszter irányítása alá tartozik még 145 200 rendőr is. Ezen felül a hadügyminisztérium irányítása alatt van a 75 000 fős nemzeti gárda és egy 86 000 fős tartalék nemzeti gárda. Ezt 2015-ben hozták újra létre. Amely korábban 1827 és 1872 között működött. A francia haderő létszámát tekintve a világ 14. legnagyobb fegyveres ereje. 2009-ben a védelmi kiadásokra fordított költségvetési főösszeg (65 740 000 000 amerikai dollár) alapján harmadik a világon, és megelőzi ezzel az Egyesült Királyságot. Az Amerikai Egyesült Államok és Oroszország mögött Franciaország az öt atomnagyhatalom között a hordozófejek számát tekintve (melyek 1960-as próbatesztje óta saját fejlesztésűek) szintén a harmadik helyen áll. Tartalékosok létszáma:141.000 fő.
A francia haderőknél 1997. október 28-a óta nem szolgál sorozott állomány. Az ország katonai potenciálját tekintve, katonai szolgálatra alkalmas 11 262 661 fő és évente a hadköteles korba, a betöltött 17. életévükbe lépő férfiak száma 389 204 fő.
A francia haderőt négy haderőnem alkotja: 
- Szárazföldi erők (Armée de terre),
- Légierő (Armée de l'air); az akkori köztársasági elnök, Emmanuel Macron 2019. július közepén átszervezte és átnevezte a légierőt Légi- és űrerőre (Armée de l'Air et de l'Espace, AAE), amely hivatalossá egy évvel később vált.
- Haditengerészet (Marine nationale)
- Csendőrség (Gendarmerie nationale)

## Szárazföldi erők
Létszám: 137 000 fő, ebből 12 500 nő
Szárazföldi Parancsnokság Törzse:
- 5 regionális
- 4 alkalmi törzs

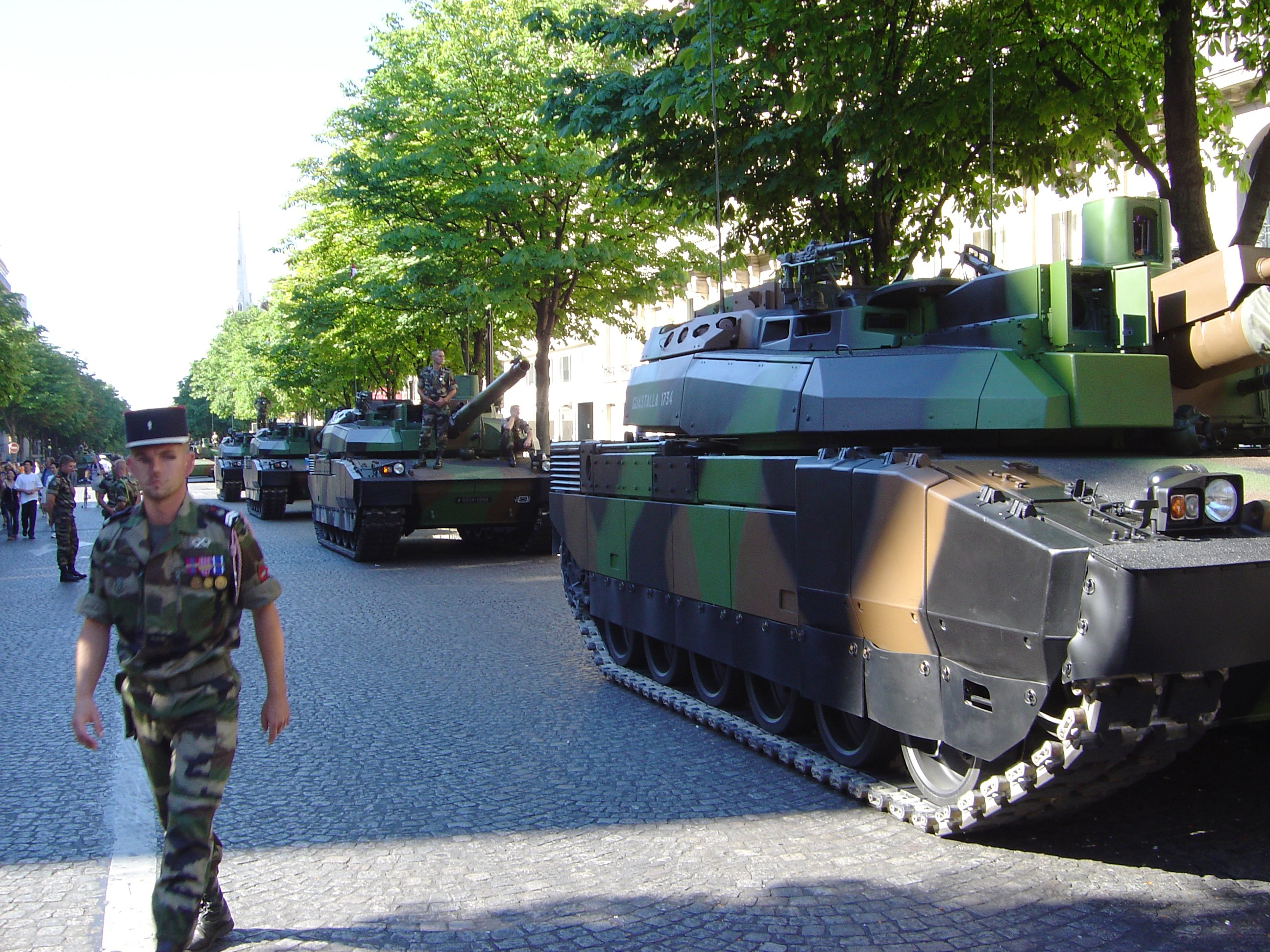
A Nagy Francia Forradalom ünnepén

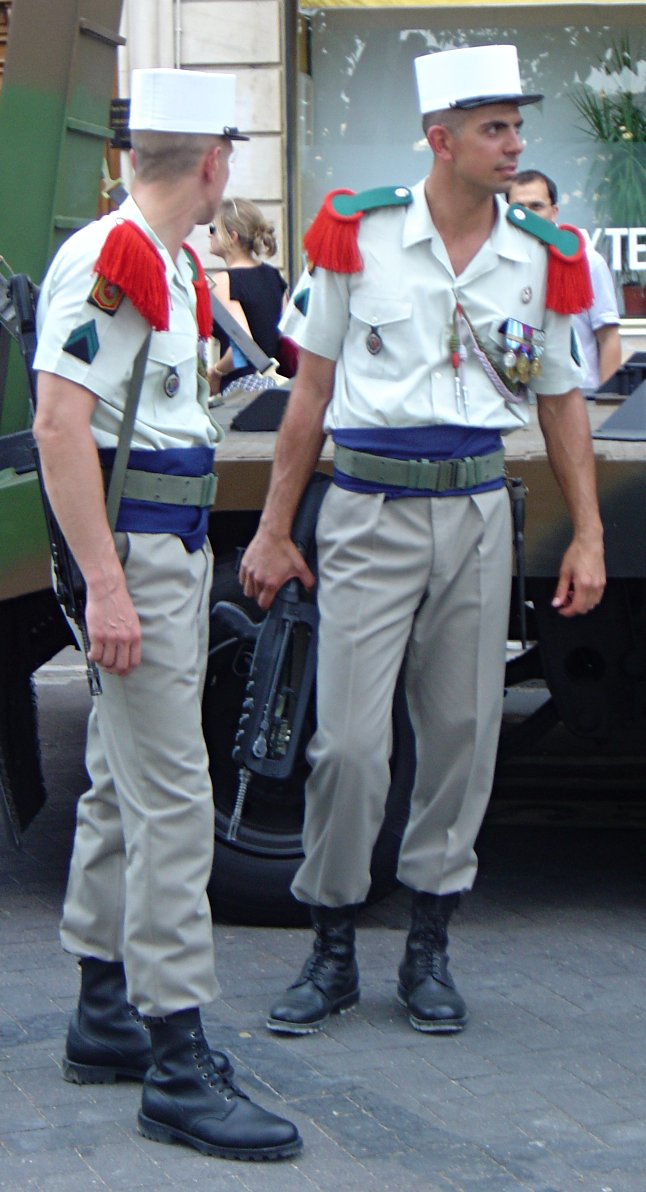
Francia idegenlégiósok

- 2 páncélozott dandár (egyenként 2 páncélozott ezred, 2 gépesített gyalogosezred, 1 önjáró tüzérezred, 1 műszaki ezred)
- 2 gépesített dandár (egyenként 1 páncélozott ezred, 2 gépesített gyalogosezred, 1 önjáró tüzérezred, 1 műszaki ezred)
- 2 könnyű páncélozott dandár (egyenként 2 páncélozott felderítő ezred, 2 gépesített gyalogosezred, 1 tüzérezred, 1 műszaki ezred)
- 1 hegyi gyalogosdandár (1 páncélozott felderítő ezred, 3 gépesített gyalogosezred, 1 tüzérezred, 1 műszaki ezred)
- 1 légi deszantdandár (1 páncélozott felderítő ezred, 4 ejtőernyősezred, 1 tüzérezred, 1 műszaki ezred, 1 támogató ezred)
- 1 légi mozgékonyságú dandár (3 harcihelikopter-ezred, 1 támogatóhelikopter-ezred)
- 1 tüzér dandár (2 rakéta-sorozatvető ezred, 3 Roland rakétás ezred, 1 MIM–23 Hawk ezred)
- 1 felderítő dandár
- 1 műszaki dandár
- 1 híradódandár
- 2500 fős francia-német közös dandár.

A francia erők: 1 páncélozott felderítő és 1 gépesített gyalogos ezredből tevődnek össze.
A francia szárazföldi haderő irányítása alá tartozik a 8.500 fős párizsi tűzoltóság.
A fentiekben az ezredek zászlóalj méretűnek felelnek meg.
- Különleges csapatok: 1 ejtőernyős egység, 1 helikopteres egység.

### Francia Idegenlégió
Szervezete:
- 1 páncélozott ezred
- 1 ejtőernyősezred
- 6 gyalogosezred
- 2 műszaki ezred

### Fegyverzet
- 786 db harckocsi
  - ebből 471 db AMX–30
  - és 315 db AMX-56 Leclerc

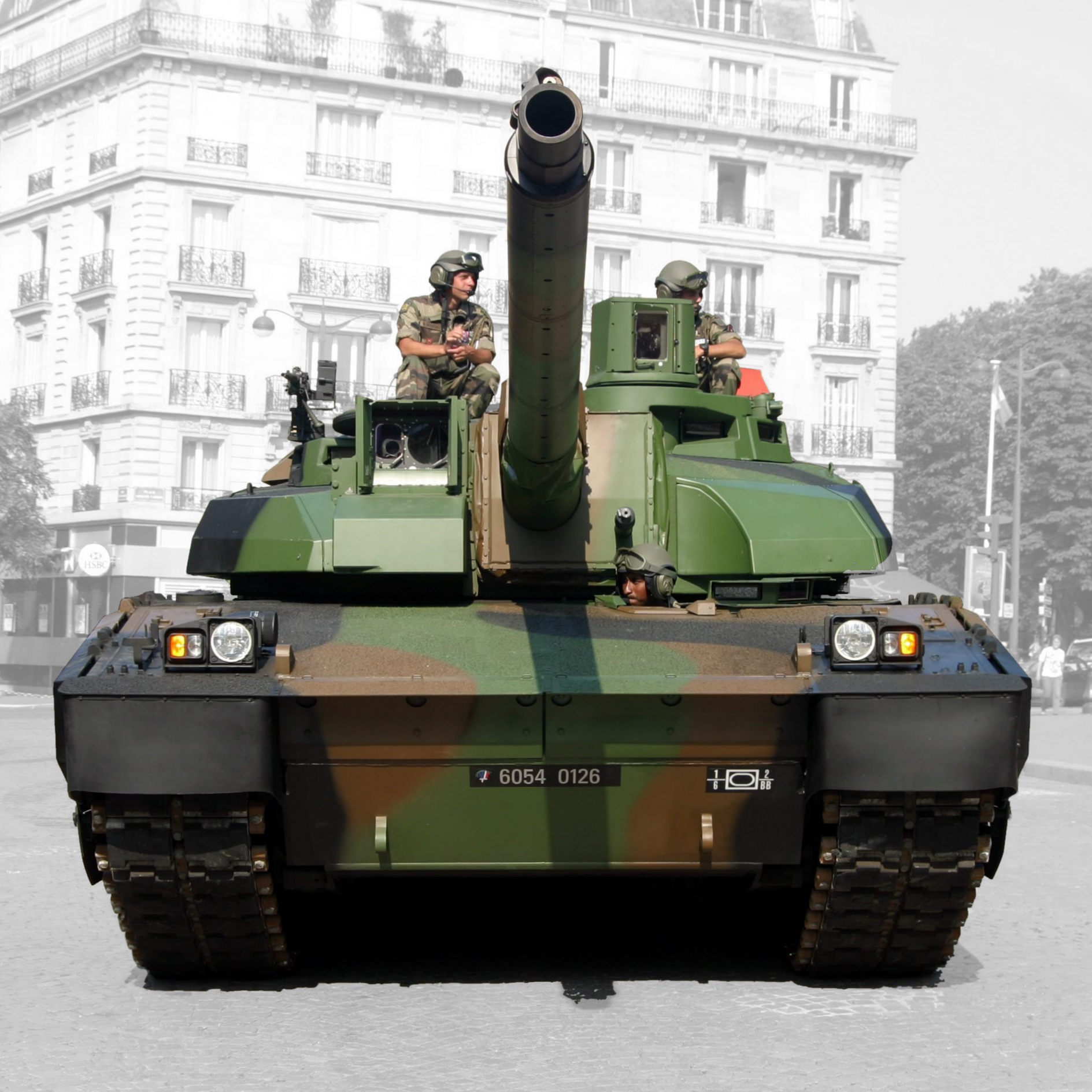
Francia Leclerc harckocsi szemből

- 317 db felderítő harckocsi (AMX–10RC, ERC–90 F4)
- 384 db AMX–10P páncélozott gyalogsági harcjármű;
- 370 db VAB páncélozott harcjármű
- 794 db tüzérségi löveg
  - vontatott: 97 db 155 mm-es
  - önjáró: 273 db 155 mm-es
  - 61 db 227 mm-es sorozatvető
  - 363 db 120 mm-es aknavető
- 700 db Eryx páncéltörő rakéta
- 1348 db MILAN és HOT páncéltörő rakéta
- 26 db MIM–23 Hawk légvédelmi rakétaindító
- 98 db Roland légvédelmirakéta-indító
- 331 db Mistral légvédelmirakéta-indító
- 418 db helikopter
  - 292 db támadó
  - 126 db más rendeltetésű

## Légierő
Létszám: 64 000 fő, ebből 6900 nő
Repülési idő: 180 óra
Légi harcászati parancsnokság:
- 6 vadászrepülő-század: Mirage 2000C, Mirage 2000B, Mirage 2000–5F
- 6 közvetlen támogató század:
  - 3 század Mirage 2000D
  - 1 század Jaguar A
  - 2 század Mirage F.1CT
- 2 felderítő század:
  - Mirage F.1CR
- 2 kiképző század Mirage F.1C/B, Mirage 2000B/C
- 14 légiszállító század (DC–8, Airbus A310–300, Airbus A319, C–160, C–130 Hercules, DHC–6, CN–235, Dassault Falcon, TBM 700, Aérospatiale N 262, AS555 Fennec 2);
- 5 helikopter század

### Fegyverzet
- 449 db harci repülőgép (Mirage F1, Rafale, Mirage 2000, SEPECAT Jaguar, Alpha Jet stb.)
- helikopter 89 db

### Légi támaszpontok
Források:

## Haditengerészet
Létszám: 45 600 fő, ebből 4260 nő

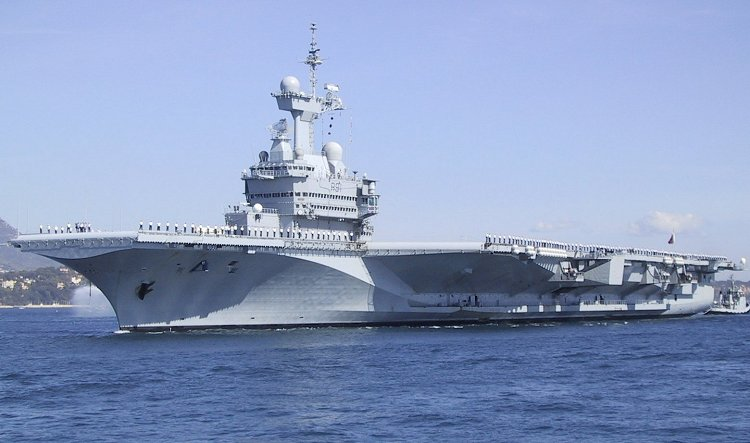
A Charles de Gaulle nukleáris meghajtású repülőgép-hordozó

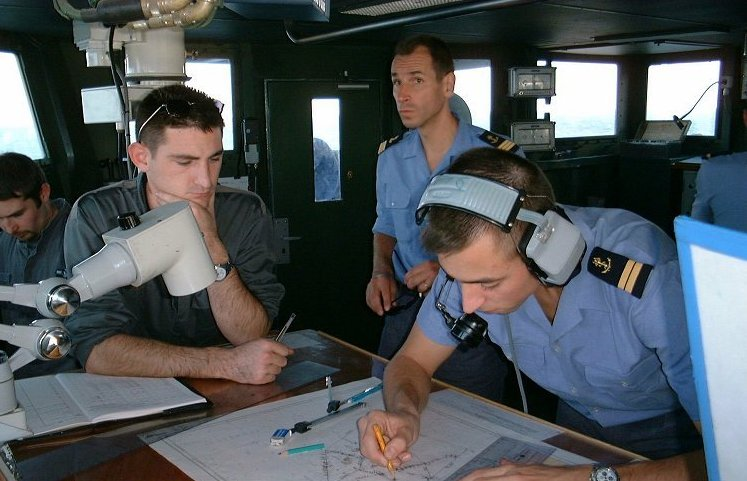
La Motte-Picquet fregatt parancsnoki hídja

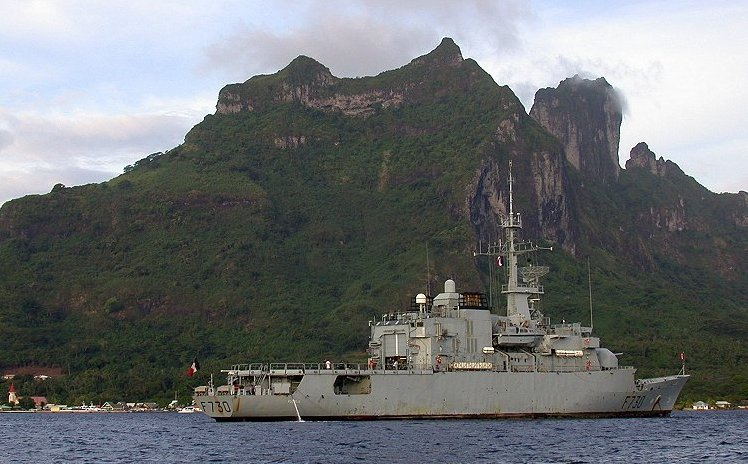
A Floréal fregatt Bora Borán

A haditengerészet irányítása alatt van egy 2500 fős Marseille-i haditengerészeti tűzoltó zászlóalj 
Tengeralattjárók:
- 6 db hagyományos

Hadihajók:
- 1 db Charles de Gaulle repülőgép-hordozó (35-40 db repülőgéppel)
- 1 db cirkáló
- 3 db romboló
- 30 db fregatt
- 35 db őr- és járőrhajó
- 21 db aknarakó-szedő hajó
- 9 db deszanthajó
- 26 db egyéb rendeltetésű hajó

### Haditengerészeti légierő
- 2 raj Super Étendard (atomcsapásmérő)
- 6-7 század más feladatú
- 3 század helikopter

### Tengerészgyalogság
Kommandóerők:
- 5 csoport (2 roham, 1 felderítő, 1 úszó, 1 rajtaütő)

### Franciaország új tengeralattjárói
A DCN társaság 2006-os sajtóosztályának közleménye szerint Franciaország hamarosan új generációs, atommeghajtású tengeralattjárókat épít, s állít rendszerbe 2016 és 2027 között.
Ebben az idő intervallumban 6 Barrakuda-osztályú tengeralattjáró áll szolgálatba a Francia Haditengerészet állományában. Az új tengeralattjárók a 80-as, 90-es években épített Rubis-osztályú, atommeghajtású tengeralattjárókat fogják felváltani. Az új, többcélú, atommeghajtású tengeralattjárók képesek lesznek flották elleni harc megvívására éppen úgy, mint az ellenség parti objektumainak megsemmisítésére torpedók és szárnyas rakéták alkalmazásával. Az új generációs tengeralattjárók karakterisztikája pontosan még nem ismert. Ez idáig csak annyi szivárgott ki, hogy nagyobb méretű és gyorsabb lesz, mint a Rubis (2700 tonna, 25 csomó). A többcélú, atommeghajtású tengeralattjárók mellett Franciaország stratégiai rakétahordozókkal is rendelkezik. Napjainkban állnak szolgálatba a flottánál az első, új generációs rakétahordozó tengeralattjárók. Három tengeralattjáró már a haditengerészet állományában van, a negyedik várhatóan 2010-ben áll hadrendbe, amivel párhuzamosan kivonják az 1985-ben épített Inflexible rakétahordozót.
A Francia hírszerzési közösség:
A Francia Védelmi Minisztérium irányítása alatt:
Külső Biztonsági Főigazgatóság: létszám 5491 fő. A költségvetése: 650 millió euró
Katonai Felderítő Igazgatóság: létszám 1800 fő. A költségvetése: 155 millió euró. IMINT, SIGINT, COMINT, ELINT, HUMINT hírszerzést is folytat, akárcsak a Külső Biztonsági Szolgálat
Katonai Védelmi és Biztonsági Igazgatóság: létszám 1100 fő. A költségvetése: 94 millió euró
A Francia Belügyminisztérium irányítása alatt:
Belbiztonsági Főigazgatóság: létszám: 3300 fő. A költségvetése: 300 millió euró
A Francia Pénzügyminisztérium irányítása alatt:
Nemzeti Vámvizsgálati és Felderítő Igazgatóság: létszám: 717 fő. A költségvetése: 60 millió euró
Illegális Pénzügyi Műveletek Felderítése és Felszámolása: létszám: 104 fő

## Hadászati Nukleáris Erők
- 4 db SSBN nukleáris ballisztikus rakétát hordozó tengeralattjáró
- 2 db L'Inflexible típusú tengeralattjáró, egyenként 16 db M-4 típusú rakétával
- 2 db Le Triomphant típusú tengeralattjáró, egyenként 16 db M-45 rakétával
- 28 db Super Étendard csapásmérő repülőgép (még van 16 db raktáron)
- 3 század (60 db) Mirage 2000N
- 1 század légi utántöltő (Mirage IV.P)
- 1 század felderítő (Mirage IV.P)
  - Rendszerbe álltak a negyedik generációs Rafale vadászgépek.

## Külföldön állomásozó francia erők
- Németországban: 3000 fő (francia–német közös dandár, Euro-hadtest) 2 ezred
- továbbá Franciaország külbirtokain
- ENSZ és békefenntartói feladatok végrehajtásán:
  -  Libanon 2500 fő 2006 óta (UNIFIL).
- A Légierő egyes alakulatai Marokkóban, Csádban és Szenegálban (Dakar) teljesítenek időszakosan légtérvédelmi, -rendészeti és egyéb szolgálatokat.